# Xã Darwin, Quận Meeker, Minnesota
Xã Darwin (tiếng Anh: Darwin Township) là một xã thuộc quận Meeker, tiểu bang Minnesota, Hoa Kỳ. Năm 2010, dân số của xã này là 681 người.